# Епархијски савјет
Епархијски савјет је представништво у пословима епархијске црквене самоуправе.

## Састав
У епархијски савјет улазе: епархијски архијереј или архијерејски замјеник, два члана епархијског црквеног суда, један свештеномонах, по једно свештено и једно световно лице из сваког намјесништва и пет световних лица које именује епархијски архијереј у споразуму са епархијским црквеним судом и епархијским управним одбором. Чланове свештена лица именује Свети архијерејски синод, а чланове световна лица поставља Патријаршијски управни одбор, и једне и друге на предлог надлежног архијереја.
Предсједник епархијског савјета је епархијски архијереј или архијерејски замјеник ако је архијереј спријечен да уопште присуствује сједницама. Ако би архијереј у току рада епархијског савјета био привремено спријечен да сједницама предсједава замјењује га у предсједавању потпредсједник епархијског савјета. Потпредсједника из редова чланова световњака и два секретара, једно свештено и једно световно лице, бира епархијски савјет из своје средине простом већином гласова.
Мандат члановима епархијског савјета траје шест година. Епархијски савјет сазива епархијски архијереј односно архијереј администратор у сједиште епархије најмање једанпут годишње у редовно засједање, а у ванредно по потреби. Епархијски савјет може пуноважно рјешавати кад је присутна натполовична већина чланова и доноси одлуке већином гласова. При једнакој подјели гласова одлучује глас онога који предсједава.

## Дјелокруг
Епархијски савјет:
- стара се о средствима за подмирење материјалних потреба епархије;
- доноси за потребе епархије годишњи предрачун расхода и прихода, саставља завршни рачун и шаље их на одобрење Патријаршијском управном одбору;
- установљава за потребе епархије разрез приноса на црквене општине и манастире и одлуке о том доставља Патријаршијском управном одбору који их одобрава у сагласности са Светим архијерејским синодом;
- доноси одлуке о задужењу и отуђењу епархијске имовине и подноси их на одобрење до суме од 2.000.000 динара Патријаршијском управном одбору, а преко те суме Патријаршијском савјету;
- коначно рјешава о отписивању потраживања која припадају епархији, а за која се докаже да се не могу наплатити, и расходовању ствари те имовине, и то код потраживања до 50.000. динара и код расходовања ствари до 100.000 динара, а преко тих сума доставља своју одлуку Патријаршијском управном одбору на одобрење;
- рјешава о вођењу и одустајању од парница, као и о поравнању у погледу епархијске имовине, а ако је вриједност парнице односно поравнања већа од 200.000 динара доставља своју одлуку на одобрење Патријаршијском управном одбору;
- издаје упутства, по одредбама које пропише Патријаршијски савјет, о управи, руковању и контроли епархијских добара, фондова, задужбина (заклада) и других разних установа;
- оснива епархијске фондове и религиозне, добротворне, црквено-просвјетне и друге корисне установе и заводе;
- одређује из своје средине редовне чланове за епархијски управни одбор, као и њихове замјенике;
- подноси вишим надлежним црквеним властима молбе, представке и приједлоге о предметима и потребама који се тичу дотичне епархије или цијеле Цркве;
- подноси Патријаршијском управном одбору извјештај о своме раду.